# Сухопутные войска Эритреи
Сухопутные войска Эритреи — один из видов Вооружённых сил Эритреи. Дислоцируются в столице Эритреи, Асмэре. Войска несут ответственность за защиту государства Эритрея. Армия Эритреи состоит из четырёх отдельных корпусов, каждый корпус разбит на 20 пехотных бригад. Тем не менее текущее количество подразделений эритрейской армии не подтверждено, так как организационная структура резко изменилась в начале 2000 года, но до этого в эритрейской армии было 24 дивизии.

## История
Испытание с огнём, которое испытал Народный фронт освобождения в Войне за независимость Эритреи создало силу, которая могла бы соперничать с крупнейшими вооружёнными силами Африки.
В течение Эритрейской войны за независимость, Народный фронт участвовал с нескольких крупномасштабных сражениях к концу войны. Самыми решающим была Битва под Афабетом и Второе сражение за Массаву. Эти сражения были столкновением главных единиц Народного фронта, против обычных вооруженных сил.
С момента обретения независимости в 1992 году Эритрея приняла участие в нескольких войнах и столкновениях со своими соседями. Наиболее значительные войны, это — Эфиопо-эритрейский конфликт и Пограничный конфликт между Джибути и Эритреей. Особенно с Джибути, Эритрея имели несколько войн и столкновений в течение прошлых двух десятилетий. Совсем недавно в 2008 году отношения между Эритреей и Джибути были доведены до точки, где война была неизбежна.

## Оружие и военная техника
| Тип                      | Производство      | Назначение                           | Количество        | Примечания                                           |
| Стрелковое оружие        | Стрелковое оружие | Стрелковое оружие                    | Стрелковое оружие | Стрелковое оружие                                    |
| ------------------------ | ----------------- | ------------------------------------ | ----------------- | ---------------------------------------------------- |
| Пистолет Макарова        | СССР              | Пистолет                             | н/д               |                                                      |
| Uzi                      | Израиль           | Пистолет-пулемёт                     | н/д               |                                                      |
| M16                      | США               | Автомат                              | н/д               |                                                      |
| АКМ                      | СССР              | Автомат                              | н/д               |                                                      |
| Автомат Калашникова      | СССР              | Автомат                              | н/д               |                                                      |
| РПД                      | СССР              | Ручной пулемёт                       | н/д               |                                                      |
| ДШК                      | СССР              | Крупнокалиберный пулемёт             | н/д               |                                                      |
| РПГ-7                    | СССР              | Ручной противотанковый гранатомёт    | н/д               |                                                      |
| Противотанковое оружие   |                   |                                      |                   |                                                      |
| Д-44                     | СССР              | Противотанковая пушка                | н/д               |                                                      |
| Малютка                  | СССР              | Противотанковый ракетный комплекс    | н/д               |                                                      |
| Конкурс                  | СССР              | Противотанковый ракетный комплекс    | н/д               |                                                      |
| Корнет                   | Россия            | Противотанковый ракетный комплекс    | н/д               |                                                      |
| Бронетехника             |                   |                                      |                   |                                                      |
| Т-54 Т-55                | СССР              | Основной боевой танк                 | 270               | Были заказаны в 2004 году, а доставлены в 2005 году. |
| БМП-1                    | СССР              | Боевая машина пехоты                 | 15                |                                                      |
| БТР-152БТР-60            | СССР              | Бронетранспортёр                     | 25                |                                                      |
| МТ-ЛБ                    | СССР              | Бронетранспортёр Тягач               | 10                |                                                      |
| Артиллерия               |                   |                                      |                   |                                                      |
| 2С1 «Гвоздика»           | СССР              | Самоходная артиллерийская установка  | 20—32             | Приобретены в 2005 году                              |
| 2С5 «Гиацинт-С»          | СССР              | Самоходная артиллерийская установка  | 13                |                                                      |
| Д-30                     | СССР              | Гаубица                              | н/д               |                                                      |
| М-46                     | СССР              | Пушка                                | 30                | Приобретены в 1999 году.                             |
| БМ-21                    | СССР              | Реактивная система залпового огня    | 35                |                                                      |
| Ураган                   | СССР              | Реактивная система залпового огня    | 9                 | Переданы из Белоруссии в Эритрею в 2007 году.        |
|                          |                   | 120-мм и 160-мм миномёты             | 100+              |                                                      |
| Противовоздушная оборона |                   |                                      |                   |                                                      |
| ЗСУ-23-4 «Ши́лка»         | СССР              | Зенитная самоходная установка        | 9                 |                                                      |
| С-60                     | СССР              | Зенитная пушка                       | 12                |                                                      |
| 9К38 «Игла»              | Россия            | Переносной зенитно-ракетный комплекс | 50                |                                                      |
| 9К32 «Стрела-2»          | СССР              | Переносной зенитно-ракетный комплекс | н/д               |                                                      |